# ناوچه سبلان
| ایران                   | ایران                                                                                                   |
| ----------------------- | --- |
| ناو سبلان در پائیز ۱۳۵۷ | |
| اطلاعات کلی             | |
| نوع کشتی                | فریگیت یا ناو محافظ سبک                                                                                 |
| کلاس                    | کلاس سام (کلاس الوند)                                                                                   |
| کشور سازنده             | بریتانیا                                                                                                |
| ساخت کارخانه            | ویکرز                                                                                                   |
| تاریخ سفارش             | نیروی دریایی ارتش ایران در ۱۹۶۶                                                                         |
| ورود به ناوگان          | ۱۹۷۱ و ۱۹۷۲                                                                                             |
| مشخصات                  | |
| طول کشتی                | ۹۴٫۵ متر                                                                                                |
| پهنای بدنه              | ۱۱٫۰۷ متر                                                                                               |
| ارتفاع ستون             | ۳٫۲۵ متر                                                                                                |
| بارگیری استاندارد       | ۱٬۱۰۰ تن                                                                                                |
| حداکثر ظرفیت بارگیری    | ۱۵۴۰ تن                                                                                                 |
| نوع موتور               | ۲ موتور دیزلی پکسمن ونتورا با قدرت ۳٫۸۰۰ bhp ۲ موتور توربین گاز رولزرویس المپوس با قدرت ۴۶٫۰۰۰ اسب بخار |
| تعداد خدمه              | ۱۲۵ تا ۱۴۶ نفر                                                                                          |
| سرعت                    | ۱۷ گره دریایی (۳۱ ک‌م) با موتور دیزلی ۳۹ گره (۷۲ ک‌م) با توربین گاز                                       |
| برد عملیاتی             | ۹ هزار کیلومتر باسرعت ۲۸ ک‌م                                                                             |
| جنگ‌افزارها              | |
| توپخانه                 | ۱ × توپ ۱۱۴ میلیمتری مارک-۸ ۲ × اژدر سه‌گانه ۳۲۴ میلیمتری                                                |
| سیستم موشکی             | ۱۲ سی-۸۰۲ (در ۳ لانچر ۴تایی) دراصل: ۵ مارته در لانچر ۵تایی                                              |
| توپخانه ضدهوایی         | ۱ × توپ ۲۰ م‌م ۱ x توپ دولول ۳۵ م‌م                                                                       |
| موشک دفاع هوایی         | ۹ موشک گربه دریایی در ۳ لانچر ۳تایی (در ۱۹۹۵ برداشته شد)                                                |
| سرنوشت                  | |

ناو سبلان (نام سابق: ناو رستم) یکی از ناوچه‌های کلاس سام نیروی دریایی ایران است که در سال ۱۹۷۲ به نیروی دریایی شاهنشاهی ایران پیوست و ساخت انگلستان است. این ناو در عملیات آخوندک توسط بمب‌های هدایت لیزری هواپیماهای ای-۶ اینترودر ِ نیروی دریایی آمریکا به شدت آسیب دید و از کار افتاد، ولی به علت ترک نبرد، از غرق شدن رهایی یافت. سبلان کمی بعد از پایان نبرد، توسط یک یدک‌کش ایرانی به بندرعباس منتقل شد.